# 绿萼凤仙
绿萼凤仙（学名：[Impatiens chlorosepala] 错误：{{Lang}}：文本有斜体标记（帮助））为凤仙花科凤仙花属的植物，是中国的特有植物。分布于中国大陆的贵州、广东、广西等地，生长于海拔300米至1,300米的地区，多生长于山谷水旁阴处和疏林溪旁，目前尚未由人工引种栽培。

## 别名
金耳环（广西）